# Viereichen
Viereichen, obersorbisch Štyri Duby, ist eine Wüstung in der Oberlausitz (Sachsen) auf dem Gemeindegebiet Rietschens. Bis 1992 war der Ort Sitz der gleichnamigen Gemeinde, der zudem die Gemeindeteile Altliebel, Hammerstadt, Mocholz und Neuliebel angehörten. In der Flur Viereichens lag zudem die Häusergruppe Zweibrücken.
Zwischen 1993 und 1995 wurden Mochholz, Viereichen und ein Teil Altliebels für den Tagebau Reichwalde abgebrochen. Erst nach der Devastierung des Ortes wurde aufgrund zu erwartender mangelhafter Rentabilität entschieden, den Tagebau Reichwalde zu stunden. Über ein Jahrzehnt lang erinnerten in der menschenleeren Landschaft nur noch die sich treffenden Straßen, die namensgebenden vier Dorfeichen und Fliederhecken, wo einst Grundstücke waren, an den Ort. Der wieder angefahrene Tagebau überbaggerte die frühere Ortslage in den 2010er Jahren.

## Geographie

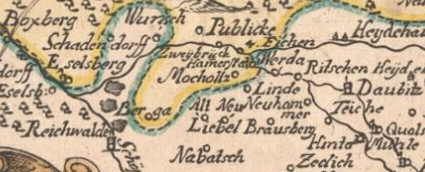
Ausschnitt aus einer Karte der Herrschaft Muskau (1745) mit der Umgebung Viereichens

Viereichen lag am südlichen Rand des Muskauer Faltenbogens zwischen den Städten Weißwasser (im Norden) und Niesky (im Süden) am Weißen Schöps. Westlich der Gemeinde liegen die Industriesiedlung Boxberg und das Kirchdorf Reichwalde, östlich die Industriesiedlung Rietschen und das Kirchdorf Daubitz.

## Geschichte
Das Dorf Viereichen, 1399 als Vireichin erwähnt, hatte die Form eines Rundweilers mit einer Block- und Streifenflur. Der Ortsname ist auf eine Siedlung bei vier Eichen zurückzuführen. Der sorbische Ortsname ist eine direkte Übersetzung des deutschen.
Die Viereichener Heide, in der unter anderem Pech gebrannt wurde, war 1463 Gegenstand eines Streits um ihre Zugehörigkeit. Wenzel von Biberstein, der die Herrschaft Muskau um 1447 von Nickel von Gersdorff erworben hat, ging davon aus, dass die Herrschaft im Süden bis zur Viereichener Heide reiche, was Nickel von Gersdorff erfolgreich bestritt. Infolgedessen kam es zu Ankäufen, so dass Viereichen spätestens seit 1494 gänzlich zur Herrschaft Muskau gehörte. Mit einer Flur von rund 150 Hektar war Viereichen eines der kleineren Dörfer der Herrschaft.

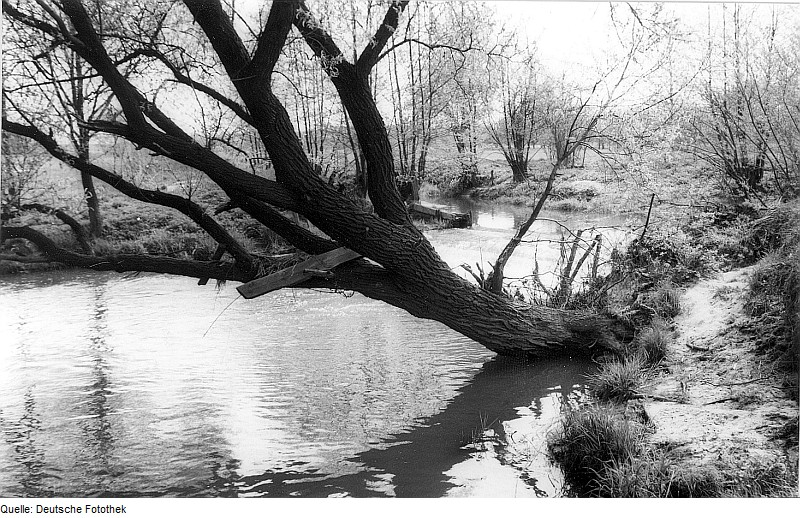
Stelle des ehemaligen Wehres der Wassermühle, früher auch Stätte des Hammerwerkes von Viereichen (1987)

In der Folgezeit sollte Viereichen für die Herrschaft immer wieder einmal zu einem Streitobjekt werden. Nachdem Sigmund von Biberstein, seit 1519 Besitzer der Herrschaft, in Viereichen den vierten Eisenhammer der Herrschaft bauen (die weiteren Eisenhämmer standen in Boxberg, Buchwalde und Keula) und Fischteiche anlegen ließ, die aus dem Weißen Schöps gespeist wurden, kam es 1526 zu Streit zwischen dem Görlitzer Rat und ihm, der in Zerstörungen seitens der Görlitzer ausartete. Aus den Schlichtungsversuchen zwischen Sigmund und den weiteren Streitparteien seitens des Königs Ferdinand I. ging ersterer als Gewinner hervor. Der Hammer wurde zwischen 1535 und 1537 wieder auf- und ausgebaut und sollte bis in den Dreißigjährigen Krieg hinein Bestand haben.
In den Jahren 1769/1770 kam es zu mehreren Schulgründungen in der Standesherrschaft, unter anderem auch in Mocholz. Zur Schulgemeinde gehörten neben Viereichen noch Altliebel, Publick, Nappatsch und Zweibrücken, einem späteren Ortsteil Viereichens.
Mit der Teilung des Königreiches Sachsen als Resultat des Wiener Kongresses musste Sachsen 1815 den östlichen Teil der Oberlausitz an Preußen abtreten. In der Folge wurde Viereichen dem Landkreis Rothenburg zugeordnet. 1858 wurde Viereichen von Daubitz nach Reichwalde umgepfarrt, da es in Daubitz keinen sorbischen Gottesdienst mehr gab. In Reichwalde fand dieser immer nach dem deutschen statt.
Am 1. April 1938 wurde Mocholz nach Viereichen eingemeindet.
Nachdem die Standesherrschaft Muskau nach dem Zweiten Weltkrieg aufgelöst und die bisherige Kreisstruktur 1952 neu gegliedert wurde, gehörte Viereichen fortan dem Kreis Weißwasser an. Zum 1. Januar 1973 wurden die Gemeinden Altliebel und Hammerstadt eingemeindet. Die Gemeinde Wunscha, deren schrittweiser Ortsabbruch durch den Tagebau Reichwalde 1984 im Ortsteil Schadendorf begonnen hatte, wurde 1986 formell eingemeindet.
Nach der deutschen Wiedervereinigung konnte zwar verhindert werden, dass die gesamte Gemeinde Viereichen dem Tagebau weichen muss, jedoch gehörte das Dorf Viereichen zu den Ortsteilen, die weiterhin zum Ortsabbruch vorgesehen wurden.
Am 15. März 1992 schlossen sich die Gemeinden Daubitz, Rietschen, Teicha und Viereichen zur Gemeinde Rietschen zusammen. Infolge des Ortsabbruchs 1995 zog ein Teil der Einwohner innerhalb der Gemeinde Rietschen um.
Nach der Wiederinbetriebnahme des Tagebaus Reichwalde rückte er bis zum Dezember 2011 so weit vor, dass die Wahrzeichen des Ortes, die vier Eichen gefällt wurden.
Namentlich an den Ort erinnert die Genossenschaft Viereichener Rindfleisch mit der Marke „Viereichener“, die mit Beschluss im Jahr 2013 ihre Schlachterei und Verarbeitung in einen Neubau nach Neuliebel verlegte, wo sich auch eine Rindermastanlage befindet.

### Einwohnerentwicklung
| Jahr | Einwohner |
| ---- | --------- |
| 1782 | 86        |
| 1825 | 105       |
| 1871 | 122       |
| 1885 | 105       |
| 1905 | 110       |
| 1910 | 106       |
| 1925 | 108       |
| 1939 | 214       |
| 1946 | 243       |
| 1950 | 194       |
| 1990 | 332       |
| 1991 | 294       |

Für das Jahr 1552 werden in einem Urbarium der Herrschaft Muskau 20 Stellen genannt, die von fünf Halbhüfnern, fünf Gärtner und zehn Häuslern bewirtschaftet wurden. Verheerend wirkte sich der Dreißigjährige Krieg (1618–1648) aus. Während es im Jahr 1630 es noch 14 Wirtschaften gibt, sind es 1647 mit fünf Halbhüfnern, einem Gärtner und drei Häuslern nur noch neun Wirtschaften, fünf weitere stehen wüst. In der Folgezeit ist das Bevölkerungswachstum schleppend, 1699 gibt es 11, 1777 13 und 1782 14 Wirtschaften.
Muka stellte in den 1880ern einen sorbischen Bevölkerungsanteil von 96 % in Viereichen (mit Zweibrücken) und 95 % in Mocholz fest. Neben den 253 Sorben wohnten in den beiden Orten nur 12 Deutsche.
Der Erste Weltkrieg hatte auf die Einwohnerzahl Viereichens keine großen Auswirkungen. Durch die Eingemeindung von Mocholz dagegen stieg die Zahl auf mehr als das Doppelte. Hatte Mocholz 1910 mit 103 Einwohnern nur drei mehr als Viereichen, so war 1925 die mocholzsche Einwohnerzahl mit 126 um 17 Prozent über der viereichschen mit 108 Einwohnern.
Nachdem die Gemeinde direkt nach dem Zweiten Weltkrieg mit 243 Einwohnern einen Höchststand zu verzeichnen hatte, fiel diese Zahl innerhalb von vier Jahren um etwa ein Fünftel auf 194 ab. Die weiteren Eingemeindungen waren für ein erneutes Wachstum der Einwohnerzahl hilfreich, der näherrückende Tagebau wirkte sich jedoch negativ aus. Allein zwischen dem 3. Oktober 1990 und dem 31. Dezember 1991 fiel die Einwohnerzahl um 11 Prozent.